# シルビア・パンクハースト
シルビア・パンクハースト（Sylvia Pankhurst、1882年5月5日 – 1960年9月27日）は、イギリスの婦人参政権活動家（サフラジェット）、社会主義者。のちに、左翼共産主義者、反ファシズムの活動家となった。晩年はエチオピアのために活動した。

## 経歴
シルビア・パンクハーストは、イングランドのマンチェスターのオールド・トラッフォードで生まれた。独立労働党の立ち上げメンバーで、女性の権利向上に尽力したリチャード・パンクハーストとエメリン・パンクハーストの娘である。シルビアは、姉のクリスタベル・パンクハーストと妹のアデラ・パンクハーストと共に、マンチェスターの女学校に通い、3人は後にサフラジェットになった。マンチェスターで過ごす中で、彼女らは多くの絵画に触れる機会があった。幼少時、芸術に興味を持っており、画家になるためにロイヤル・カレッジ・オブ・アートに通った（1904年 – 1906年）が、そこで美術界におけるジェンダー平等の欠如を目の当たりにした。1912年、彼女は友人らと共に女性政治社会連合（Women’s Social and Political Union, WSPU）のイースト・ロンドン支部を設立した。

## 婦人参政権運動（サフラジズム）

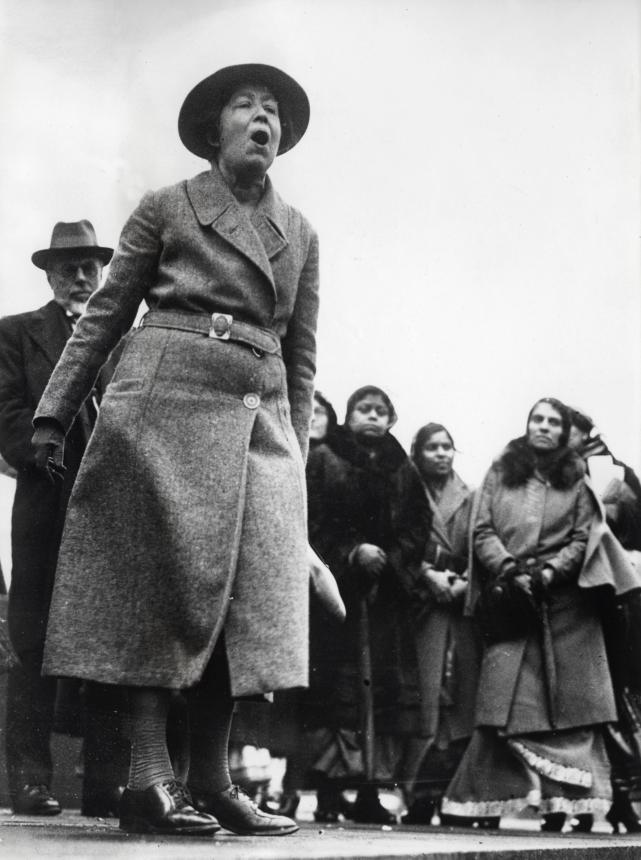
1932年、ロンドンのトラファルガー広場で、イギリスの対インド政策に抗議するシルビア・パンクハースト

1906年、母エメリンと姉のクリスタベルと共に、WSPUで働き始めた。彼女は芸術的センスを生かして、WSPUのロゴやリーフレット、バナーやポスターを考案したり、演説会場を飾り付けたりした。1907年には、イングランドやスコットランドの工業都市を訪れては職場での労働者階級の女性たちの肖像を描いていた 。
シルビアは、母や姉とは対照的に労働運動に関わり続け、地域の政治運動を中心に活動した。彼女はエイミー・ブルと共に、WSPUのイースト・ロンドン支部を立ち上げた。WSPUの機関紙Votes for Womenに寄稿したり、1911年にはWSPUの歴史をまとめたプロパガンダ本The Suffragette: The History of the Women's Militant Suffrage Movementを出版した。
シルビアは女性参政権運動を行っている間に15回逮捕され、他の活動家と同じように投獄された。最初に投獄されたのは24歳の時である。1913年2月から1914年7月の間には8回も逮捕され、そのたびに繰り返し強制摂食をさせられた。強制摂食や監獄での経験をいくつも記録しており、その一つに1913年にアメリカの有名な定期刊行物であるMcClure's Magazineに投稿した記事がある。
WSPUの方向性に何度も異を唱えてきた。それは例えば、命を犠牲にせずに直接行動を起こすことで抗議運動を行うべきだというようなことだった。WSPUはあらゆる政党から独立した存在であるのだが、シルビアはWSPUを女性参政権に限らず幅広い社会問題に取り組む社会主義組織にすることを目指し、独立労働党と協調しようとしていた。シルビアは労働運動家のケア・ハーディと親交が深かった。1913年の11月1日、彼女はアルバート・ホールで、人道的な社会の実現のためにストライキを敢行した、ダブリンの労働者を支持する演説を行った。WSPUのメンバー、特に姉のクリスタベルはシルビアの行動に反対していたため、シルビアはWSPUから追放された。 
1914年1月27日にイースト・ロンドン・フェデレーション・オブ・ザ・サフラジェット（East London Federation of Suffragettes、ELFS）を設立し、同年3月にはWSFの新聞としてThe Woman’s Dreadnought を発行した。WSFは第一次世界大戦の反戦運動を行っていたので、良心的兵役拒否者として警察から身を隠していたメンバーもいた。

## 第一次世界大戦

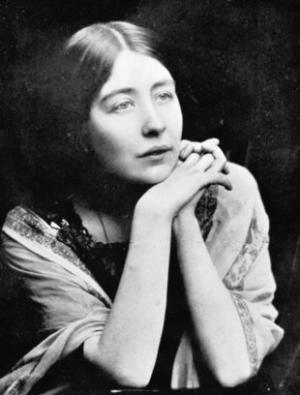
シルビア・パンクハースト c. 1910

母や姉は第一次世界大戦を支持していたが、シルビアは戦争に反対していたため、WSPUの新機関紙、Britanniaであからさまに攻撃をされた。彼女の組織は、ロンドンの貧しい地域に住む女性たちの権利を守ろうとする活動を行っていた。例えば「原価レストラン」を立ち上げて、施しの不名誉が起きない方法で、おなかをすかせた人々に食糧を供給していた。また、戦争のせいで失業してしまった女性の雇用を創り出すため、おもちゃ工場を設立した。さらに、夫が兵役に行っている間、その妻たちが適切な手当を受け取る権利を守るため、法的なアドバイスを行うセンターを設立したり、兵士の妻たちの貧困問題に取り組むように政府に働きかけたりした。
1915年、ハーグで開催された婦人国際平和自由連盟への支援を行ったが　母と姉クリスタベルはこの支援に反対していたため、家族における味方を失うことになった。1917年2月のロシア革命とアレクサンドル・ケレンスキーの台頭の頃、クリスタベルはロシアの戦争撤退に抗議するために赴いた。エメリンは徴兵のために尽力し、良心的兵役拒否や戦争に反対する女性たちを非難した。

## 家族
シルビアは結婚して夫の名前を名乗ることを嫌がっていた。第一次世界大戦の終わり頃、彼女はイタリア人の無政府主義者のシルヴィオ・コリオ（Silvio Corio）と同居を始めた。2人はウッドフォード・グリーンに移住し、30年以上その地で暮らした。1927年、45歳の時に息子のリチャードを出産した。子供の父親との結婚を拒んだため、母親から縁を切られてしまった。死ぬまでかたくなにリチャードの父親の名前を明らかにしなかったが、彼が53歳で「長年愛し続けた親愛なる友人」であることのみ明らかにしている。

## エチオピア支援

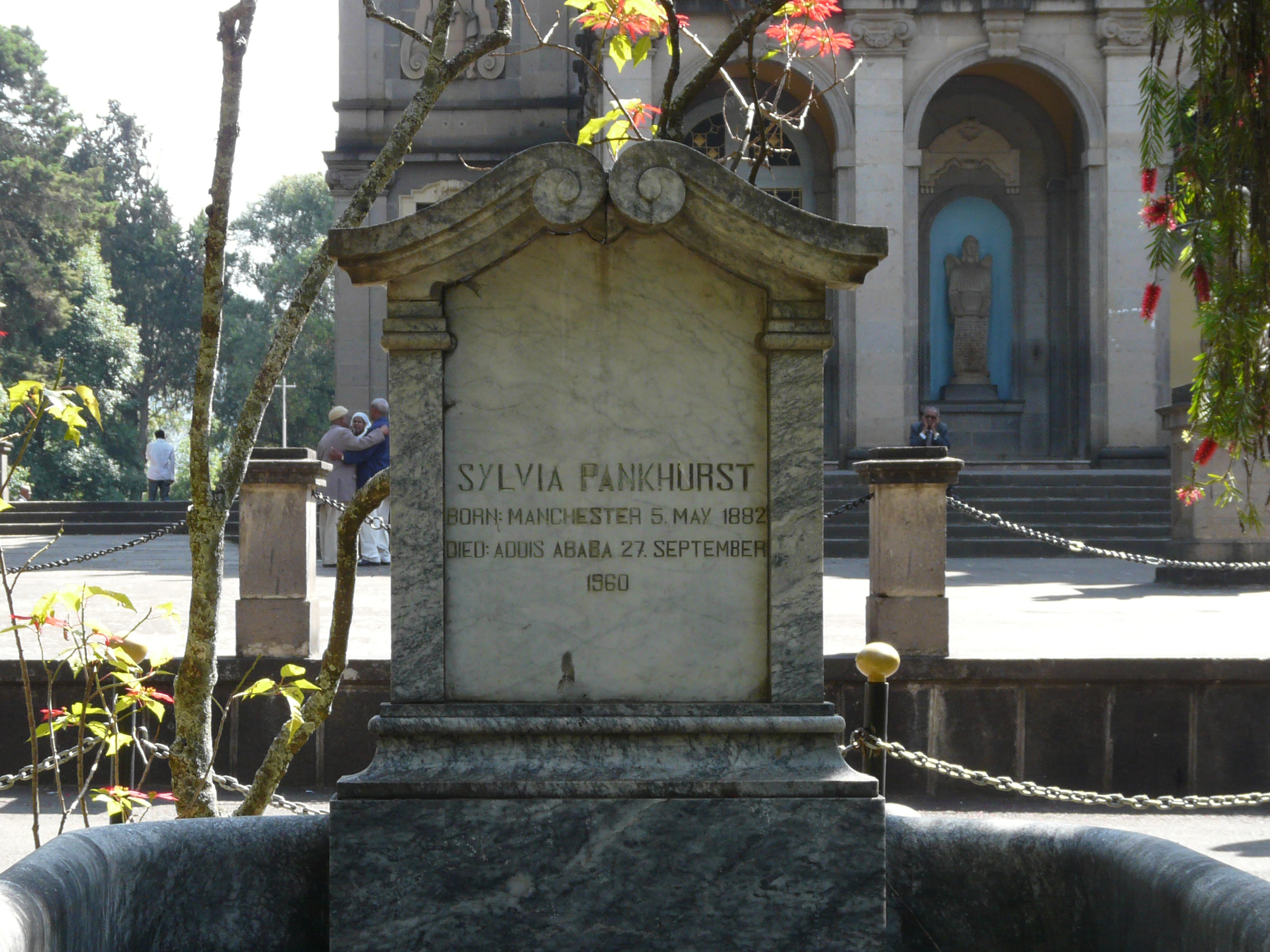
Pankhurst's grave

1930年代初頭、シルビアは共産主義から離脱したが、反ファシズムや反植民地主義の活動にはかかわり続けていた。1932年、Socialist Workers' National Health Councilの立ち上げ支援を行った。1936年からThe New Times and Ethiopia Newsを刊行してイタリアのエチオピア侵攻を批判し、ハイレ・セラシエ1世を支持した。エチオピア初の教育病院を建てるために資金調達をしたり、エチオピアの芸術、文化全般に関する執筆をしたり、研究を進めてEthiopia: A Cultural History (London: Lalibela House, 1955)を出版したりした。
1936年、英国情報局保安部（Military Intelligence 5、MI5）がシルビアの書簡の監視を始めた。終戦しエチオピアが解放されると、エチオピアと元イタリア領ソマリランドの統一に尽力した。MI5は依然として彼女の行動を監視しており、1948年には、「厄介なシルビア・パンクハーストを黙らせる」ための戦略を立てていた。彼女はエチオピア皇帝のハイレ・セラシエ1世の友人、そして相談役になり、1956年には彼に招かれ息子のリチャードとアディスアベバに移住した。その後、エチオピアの生活や発展に関する様々なことを報道する月刊誌、Ethiopia Observerを刊行した。

## 影響
シルビアの著書はドキュメンタリー映画監督ジル・クレイギーに多大な影響を与えた。

## 没後
1960年（享年78歳）にアディスアベバで亡くなった。国葬が執り行われ、ハイレ・セラシエ1世から “an honorary Ethiopian” の称号を受けた。アディスアベバの三位一体教会区域に埋葬された唯一の外国人だった。
シルビアの名前と写真は他の58人のサフラジェットと共に、ロンドンのパーラメント・スクエアにあるミリセント・フォーセットの像の台座に刻まれている。その像の除幕が行われたのは、シルビアの人生を題材にしたミュージカル、Sylvia がオールド・ヴィック・シアターで初演された2018年である。

## 芸術
幼少時から、シルビアは社会をよりよくできるような画家や製図者になりたいと考えていた。彼女はマンチェスター・スクール・オブ・アートで教育を受け（1900年 – 1902年）、その後ロンドンのロイヤル・カレッジ・オブ・アートに通った。WSPUの活動の中で彼女は、団旗や装飾的、図式的なロゴなどのデザインを受け持っていた。ラッパを吹いている「自由の天使」の紋章は女性参政権運動の宣伝に大いに貢献し、バナーやパンフレット、カップとソーサーにまで使われた。
2013年-2014年に テート・モダンで作品の展覧会が催された。展覧会情報や作品の写真はシェフィールド・ハラム大学の研究アーカイブで参照することができる。
政治運動と職業画家の両立は難しいと考えて、画家としてキャリアは諦め、政治活動に集中した。

## 主な著作
- The Suffragette: The History of the Women's Militant Suffrage Movement, London: Gay & Hancock (1911)
- The Home Front (1932; reissued 1987 by The Cresset Library) ISBN 0-09-172911-4
- Soviet Russia as I saw it, Workers' Dreadnought (16 April 1921)
- The Suffragette Movement: An Intimate Account of Persons and Ideals (1931; reissued 1984 by Chatto & Windus)
- A Sylvia Pankhurst Reader, ed. by Kathryn Dodd, Manchester University Press (1993)
- Non-Leninist Marxism: Writings on the Workers Councils (includes Pankhurst's "Communism and its Tactics"), St. Petersburg, Florida: Red and Black Publishers (2007)  ISBN 978-0-9791813-6-8
- Delphos or the Future of International Language (London: Kegan Paul, Trench, Trubner & Co. (1920s)
- Education of the Masses, The Dreadnought Publishers, (1918)
- E. Sylvia Pankhurst - Portrait of a Radical, London: Yale University Press (1987)

## 二次文献
- Richard Pankhurst, Sylvia Pankhurst: Artist and Crusader, An Intimate Portrait (Virago Ltd, 1979), ISBN 0-448-22840-8
- Richard Pankhurst, Sylvia Pankhurst: Counsel for Ethiopia (Hollywood, CA: Tsehai, 2003) London: Global Publishing ISBN 0972317228
- Ian Bullock and Richard Pankhurst (eds)  Sylvia Pankhurst. From Artist to Anti-Fascist(Macmillan, 1992) ISBN 0-333-54618-0
- Shirley Harrison, Sylvia Pankhurst, A Crusading Life 1882–1960 (Aurum Press, 2003) ISBN 1854109057
- Sylvia Pankhurst,  The Rebellious Suffragette (Golden Guides Press Ltd, 2012) ISBN 1780950187
- Shirley Harrison, Sylvia Pankhurst, Citizen of the World (Hornbeam Publishing Ltd, 2009), ISBN 978-0-9553963-2-8
- Barbara Castle, Sylvia and Christabel Pankhurst (Penguin Books, 1987), ISBN 0-14-008761-3
- Martin Pugh, The Pankhursts: The History of One Radical Family (Penguin Books, 2002)  ISBN 0099520435
- Patricia W. Romero, E. Sylvia Pankhurst. Portrait of a Radical (New Haven and London: Yale University Press, 1987) ISBN 0300036914
- Barbara Winslow, Sylvia Pankhurst: Sexual Politics and Political Activism (New York: St. Martin's Press, 1996); ISBN 0-312-16268-5
- Katherine Connolly, Sylvia Pankhurst. Suffragette, Socialist and Scourge of Empire (Pluto Press, 2013); ISBN 9780745333229
- Katy Norris, Sylvia Pankhurst (Eiderdown Books, 2019); ISBN 978-1-9160416-0-8
- Rachel Holmes, "Sylvia Pankhurst. Natural born rebel" (Francis Boutle Publishers,2020);ISBN 978-1-4088804-1-8

## 参照
1. ↑  “Sylvia Pankhurst”. Spartacus.   Spartacus Educational Ltd. 2018年3月3日閲覧。
2. 1 2 3 4  Bullock and Pankhurst, Ian and Richard (1992). Sylvia Pankhurst: From Artist to Anti-Fascist. London: Palgrave Macmillan. pp. 1–13
3. ↑  “The East London Federation of the Suffragettes”. East End Women's Museum. 2020年4月24日閲覧。
4. ↑  Winslow, Barbara Winslow (2008). The Oxford Encyclopedia of Women in World History. Oxford: Oxford University Press. p. 409
5. ↑  Chambers, Emma. “Women Workers of England”.   Tate Gallery. 2014年3月3日閲覧。
6. ↑  “Acquisitions of the month: December 2018”. Apollo Magazine (2019年1月11日). 2020年9月26日閲覧。
7. ↑  Elizabeth Crawford, ‘Bull , Amy Maud (1877–1953)’, Oxford Dictionary of National Biography, Oxford University Press, 2004 accessed 1 Jan 2017
8. ↑  Mercer, John (2007), "Writing and Re-Writing Suffrage History: Sylvia Pankhurst's 'The Suffragette'", Women's History Magazine
9. 1 2  “Battler for Women's Rights Sylvia Pankhurst Dies at 78”. Toronto Daily Star:  p. 38. (1960年9月28日)
10. ↑  Bell, Geoffrey (2016). “Sylvia Pankhurst and the Irish revolution”. History Ireland 24:  38–41.
11. ↑  Sylvia Pankhurst www.findagrave.com, accessed 29 February 2020
12. ↑  Edmund; Frow, Ruth (1994). The Battle of Bexley Square: Salford Unemployed Workers' Demonstration - 1st October 1931. Salford: Working Class Movement Library. ISBN 978-0-9523410-1-7
13. 1 2  The Pankhursts: Politics, protest and passion www.thehistorypress.co.uk, accessed 29 February 2020
14. ↑  Sylvia Pankhurst and the East London Toy Factory 16 February 2019, romanroadlondon.com, accessed 29 February 2020
15. ↑  Mary Davis, Sylvia Pankhurst: A Life in Radical Politics (Pluto Press, 1999); ISBN 0-7453-1518-6
16. ↑  “Corio, Silvio (1875-1954) aka Crastinus, Qualunque”. libcom.org (2013年1月31日). 2020年2月28日閲覧。
17. ↑  Moorhead, Joanna (2015年9月12日). “It was like time travel. It reminds you just how courageous the suffragettes were” (英語). the Guardian. 2018年3月17日閲覧。
18. ↑  Jeffrey, James (2016年6月18日). “Sylvia Pankhurst's Ethiopian legacy” (英語). BBC News 2018年3月17日閲覧。
19. 1 2  Fifty Years Since the Death of Sylvia Pankhurst, Ethiopians Pay Tribute – Owen Abroad www.owen.org, accessed 29 February 2020
20. ↑  Dabydeen, David; Gilmore, John; Jones, Cecily, eds (2007). New Times and Ethiopian News - Oxford Reference. doi:10.1093/acref/9780192804396.001.0001. ISBN 9780192804396
21. ↑  Murphy, Gillian E. (2019年7月8日). “Jill Craigie and her suffragette film”. The International Association for Media and History. 2019年10月11日閲覧。
22. ↑  “Historic statue of suffragist leader Millicent Fawcett unveiled in Parliament Square”.   Gov.uk (2018年4月24日). 2018年4月24日閲覧。
23. ↑  Topping, Alexandra (2018年4月24日). “First statue of a woman in Parliament Square unveiled”. The Guardian 2018年4月24日閲覧。
24. ↑  “Millicent Fawcett statue unveiling: the women and men whose names will be on the plinth”.   iNews (2018年4月24日). 2018年4月25日閲覧。
25. ↑  Pankhurst, Sylvia (1931). The Suffragette Movement - An Intimate Account of Persons and Ideals. pp. 104
26. ↑  Norris, Katy (2019). Sylvia Pankhurst. London: Eiderdown Books. pp. 1. ISBN 978-1-9160416-0-8. OCLC 1108724269
27. ↑  Reeve, Hester. “Sylvia Pankhurst : The Suffragette as a Militant Artist”. Sheffield Hallam University Research Archive. 2020年9月21日閲覧。
28. ↑  Tickner, Lisa (1987). The Spectacle of Women. London. pp. 29
29. ↑  Norris, Katy (2019). Sylvia Pankhurst. London: Eiderdown Books. pp. 5. ISBN 978-1-9160416-0-8. OCLC 1108724269
30. ↑  Patricia Lynch: children's author and suffragette www.historyeye.ie, accessed 29 February 2020